# فرودگاه یالینگا
فرودگاه یالینگا  (به انگلیسی: Yalinga Airport) یک فرودگاه همگانی با کد یاتا AIG است . این فرودگاه در کشور جمهوری آفریقای مرکزی قرار دارد و در ارتفاع ۶۰۲ متری از سطح دریا واقع شده است.